# Talladega
Talladega [tæləˈdiːɡə] ist eine Stadt im US-Bundesstaat Alabama an der Interstate 20 zwischen Birmingham und Atlanta. Sie ist Sitz der County-Verwaltung (County Seat) des Talladega County. Das U.S. Census Bureau hat bei der Volkszählung 2020 eine Einwohnerzahl von 15.861 ermittelt.

## Geschichte

### Historische Objekte
Etwa 5 Kilometer nordöstlich von Talladega, an der Alabama State Route 21 steht das historische J.L.M. Curry House (auch bekannt als Jabez Lamar Monroe Curry House). Das Haus war Wohnsitz von Jabez Lamar Monroe Curry. Das Gebäude wurde am 15. Oktober 1966 vom National Register of Historic Places als historisches Denkmal mit der Nummer 66000154 aufgenommen. Es ist ebenfalls im National Historic Landmark eingeschrieben.

## Kultur und Sehenswürdigkeiten
Talladega ist vor allem bekannt für den Talladega Superspeedway, auf dem jedes Jahr zwei 500-Meilen-Rennen des NASCAR Sprint Cup, ein Rennen der NASCAR Nationwide Series, ein Rennen der NASCAR Craftsman Truck Series, sowie ein ARCA-RE/MAX-Series-Rennen veranstaltet werden. Zudem befindet sich die International Motorsports Hall of Fame in Talladega.

## Wirtschaft und Infrastruktur
Die Stadt besitzt einen kleinen Flughafen, den Talladega Municipal Airport (IATA-Code ASN, ICAO-Code KASN) mit einer 1829 Meter langen Start- und Landebahn.
Das 1869 gegründete Talladega College liegt am Stadtrand von Talladega. Es nahm als erstes Liberal-Arts-College in Alabama Amerikaner afrikanischer Abstammung auf.

## Persönlichkeiten
- Lee De Forest (1873–1961), Erfinder
- Gertrude Michael (1911–1964), Schauspielerin
- Charles Brown (1946–2004), Schauspieler
- Kent Lipham (1961–2008), Schauspieler